# Buxtehude
Buxtehude este un oraș din landul Saxonia Inferioară, Germania.